# 카를 만하임
카를 만하임(Karl Mannheim, 1893년 3월 27일 ~ 1947년 1월 9일)은 헝가리 태생의 사회학자이다. 고전 사회학의 주요 인물이자 지식사회학의 창립자 중 하나이다. 저서 《이데올로기와 유토피아》(Ideologie und Utopie)로 알려져 있다.
만하임은 부다페스트, 프라이부르크, 베를린, 파리, 하이델베르크에서 철학과 사회학을 공부했으며 특히 인식론을 전공하였다. 독일의 대학에서 공부한 후, 잠시 헝가리에 돌아와 1919년 벨라 쿤이 지도하는 사회주의 혁명운동에 참가하였으나 백일 남짓해서 반혁명군에 의해 혁명정부가 붕괴하였으므로 다시 독일로 돌아가야만 했다. 1922년에서 1925년까지 하이델베르크 대학교에서 막스 베버의 동생인 알프레트 베버를 사사하여 하빌리타치온을 얻었다. 1926년 사강사(Privatdozent)가 되었고, 1930년에는 프랑크푸르트암마인 대학교의 사회학 교수가 되었다.
1933년 나치 정권 수립과 함께 그의 사상 경향 때문에 독일에서 추방되어 영국으로 망명했다. 그의 자질과 업적을 높이 평가하는 런던 대학교의 모리스 긴즈버그(Morris Ginsberg)와 해럴드 래스키(Harold Laski)의해 런던 정치경제대학교의 사회학 강사로 추천되었다.
그의 연구는 경력에 의해 관심이 규제되고 있는 면이 강하나, 제1기는 학위논문 《인식론의 구조분석》에서 볼 수 있듯이 철학, 인식론에 중심이 있고, 제2기는 지식사회학(知識社會學) 연구, 그 성과인 《이데올로기와 유토피아》에 의해 특징지어진다. 망명 후의 만하임은 현대사회의 진단 및 교육·사회계획에 중심을 두고, 나치즘에 대한 민주주의 옹호의 관점을 명백하게 내세우게 되었다. 《재건기(再建期)에 있어서의 인간과 사회》가 이 시기에 개정(改訂) 영어판으로 간행되었다. 그는 민주주의에 입각한 계획적 사회를 건설하기 위해 교육을 중요시하였고 1945년에는 런던 대학교 교육학 주임 교수가 되고 또한 유네스코의 유럽 부장으로 사회적 실천 활동에 참여하기 시작하였으나 1947년 1월 9일 53세로 별세했다.